# ماتيو لو تيسيي
ماتيو لو تيسيي (بالإنجليزية: Matt Le Tissier)‏ (14 أكتوبر 1968) لاعب كرة قدم إنكليزي معتزل ولد ببلدة صغيرة جنوب مدينة لندن . لعب لصالح نادي ساوثامبتون البريطاني.

## مسيرته الكروية
لعب ماتيو لو تيسيي خلال مسيرته الاحترافية مع نادِ واحدٍ في ستة عشر موسمًا وسجل خلالها 172 هدف ضمن 443 مباراة. ولم يفز بأي موسم بالكأس أو بالدوري.
خاض ماتيو لو تيسيي مسيرته مع نادي ساوثهامبتون في موسم 1986–87 ليلعب معه ستة عشر موسمًا، مشاركًا في 443 مباراة سجل خلالها 172 هدف.